# Kippmoment (Mechanik)
Das mechanische Kippmoment ist ein Drehmoment, bei dessen Überschreiten ein Körper umkippt. Es wirkt um die Kippachse, eine Körperkante in der Standfläche des Körpers, um die er bei Erreichen des kritischen Drehmomentes kippt.
Der Begriff Kippmoment wird auch als Variable gebraucht, deren oberer Grenzwert das kritische „Umwerf“-Kippmoment ist.
Der Kippwinkel ist die Neigung der Fläche, auf der ein nur der Gewichtskraft unterworfener Körper gerade noch stehen kann, ohne umzukippen (labiles Gleichgewicht). Im Allgemeinen wird der Kippwinkel gebildet von:
- der Lotrechten (gemessen, wenn der Körper waagerecht liegt / steht) und
- der Geraden zwischen Körper-Schwerpunkt und dem nächsten Punkt auf der Kippkante.

Ein Straßenfahrzeug kann z. B. umkippen bei Querfahrt auf einem Hang, der um den Kippwinkel des Fahrzeugs geneigt ist. Der Vektor seiner Gewichtskraft verläuft in diesem Moment zwischen Fahrzeug-Schwerpunkt und Kippkante (in diesem Fall die Gerade zwischen den Aufstandsflächen der unteren Räder). Das Fahrzeug kann auch auf horizontaler Straße umkippen, wenn nämlich bei Kurvenfahrt die Resultierende aus Gewichts- und Fliehkraft auf die Kippkante trifft (siehe auch Kippgrenze).